# Baniste
Baniste (macedónul: Баниште, albánul Banishta) település Észak-Macedóniában, a Délnyugati körzet Debari járásában.

## Népesség
| Lakosok száma | 219  | 282  | 205  | 174  | 186  | 16   | 195  | 90   | 35   |
|               | 1948 | 1953 | 1961 | 1971 | 1981 | 1991 | 1994 | 2002 | 2021 |

2002-ben 90 lakosa volt, akik közül 80 albán és 10 macedón.